# Møllehøj
A Møllehøj Dánia legmagasabb természetes kiemelkedése. Tengerszint feletti magassága 170,86 méter. Csak a 2005 februárjában végzett mérések derítettek fényt erre a tényre; előtte az Yding Skovhøjt, illetve az Ejer Bavnehøjt tartották az ország legmagasabb természetes kiemelkedésének.
Hivatalosan az ország legmagasabb pontja a 172,54 m magas Yding Skovhøj, azonban ez a tetején található bronzkori halomsíroknak köszönhető. A környéken összesen öt olyan halomsír található, amelynek legmagasabb pontja meghaladja a Møllehøj magasságát. Ezek közül három az Yding Skovhøjon fekszik, közülük a középső a legmagasabb.
Összehasonlításképpen az århusi tv-torony 320 m, a Nagy-Bælt híd pillérjei 254 m magasak.

## Külső hivatkozások
- Dánia legmagasabb pontjai[halott link] (dán)